# 约尼奥站
约尼奥站（義大利語：Jonio）是羅馬地鐵B線從博洛尼亞站分叉的支綫終點站。於2015開通。它的名字來源於附近的约尼奥大道。這一名稱來源於伊奧尼亞海或神話人物伊俄，意大利語J為長I，發I的音。